# Сорін Дукару
Сорін Дукару (рум. Sorin Ducaru; 22 червня 1964, Бая-Маре, Румунія) — румунський дипломат. Постійний представник Румунії при Організації Об'єднаних Націй (2000-2001).

## Життєпис
Народився 22 червня 1964 року в Бая-Маре, Румунія. У 1988 році закінчив Політехнічний університет Бухареста та Румунську національну школу політичних досліджень та державного управління у 1992 році. Має ступінь магістра міжнародних відносин в Амстердамському університеті (1993) і ступінь доктора філософії з міжнародної економіки в Академії економічних студій у Бухаресті (2005). Володіє німецькою, англійською та французькою мовами.
З 1993 року на дипломатичній роботі в Міністерстві закордонних справ Румунії, на посадах: члена групи з планування політики, радника міністра, речника МЗС Румунії і директора з питань НАТО та стратегічних питань.
У 2000—2001 рр. обіймав посаду Постійного представника Румунії при Організації Об'єднаних Націй у Нью-Йорку.
У 2001—2006 рр. він був Надзвичайний і Повноважний Посол Румунії в Сполучених Штатах Америки.
З вересня 2006 по вересень 2013 рр. — постійний представник Румунії при Північноатлантичній раді. З листопада 2011 року посол Дукару був деканом Північноатлантичної ради.
З вересня 2013 по листопад 2017 рр. — обійняв посаду помічника Генерального секретаря з питань, що виникають у сфері безпеки. Він відповідає за підтримку Північноатлантичної ради та консультує Генерального секретаря щодо розвитку нових викликів безпеці, їх потенційного впливу на НАТО; керує Відділом нових проблем безпеки Міжнародного штабу НАТО та координує програму НАТО «Наука заради миру та безпеки»
З червня 2019 року — директор Супутникового центру Європейського Союзу.

## Нагороди та відзнаки
- Національний орден «Вірна служба» (2000);
- Орден «За дипломатичні заслуги» (2006);
- Національний орден «Зірка Румунії» (2008);
- Звання «Посол року» (2003; 2012).